# Metz Arena
Metz Arena er en indendørs multiarena i Metz, Frankrig, med plads til 5.300 tilskuere til håndboldkampe. Arenaen er hjemmebane for Metz Handball, ligesom der afholdes en ATP-tennisturnering her.